# Aspidiophorus squamulosus
Aspidiophorus squamulosus är en djurart som tillhör fylumet bukhårsdjur, och som först beskrevs av Roszczak 1935.  Aspidiophorus squamulosus ingår i släktet Aspidiophorus och familjen Chaetonotidae. Arten är reproducerande i Sverige. Inga underarter finns listade i Catalogue of Life.